# ورونیکا کمبل-براون
ورونیکا کمبل-براون (انگلیسی: Veronica Campbell Brown؛ ‏ تلفظ: ‎/ˈkæmbəl/‎) ورزشکار زن رشتهٔ دو سرعت اهل جامائیکا است. وی در بین سال‌های ‎۲۰۰۰ تا ۲۰۱۲ میلادی در مسابقات بازی‌های المپیک تابستانی در مجموع ۷ مدال، شامل ۳ مدال طلا، ۲ نقره و ۲ برنز در رشته‌های دو ۲۰۰ متر، دو ۱۰۰ متر و دو ۴ در ۱۰۰ متر امدادی را کسب کرده‌است.